# Darwin (cráter marciano)
Hay un cráter Darwin en la luna y un cráter (posiblemente de impacto) denominado Darwin en la Tierra.
Darwin es un cráter de Marte, con coordenadas 57°S de latitud y 19°E de longitud, situado al sureste de la Argyre Planitia en Noachis Terra. Su diámetro es de aproximadamente 176 km. El nombre del cráter fue formalmente aprobado por la UAI en 1973.
Al nordeste de Darwin aparecen los cráteres Green y Roddenberry. Al noroeste se halla el cráter de mayor tamaño Galle, y al suroeste se encuentra el cráter Maraldi.